# Zajanidi
Zajanidi  (arabsko زيانيون‎  [Ziyānyūn]) ali Abd al-Wadids (arabsko بنو عبد الواد‎ [Bānu ʿabd āl-Wād]) so bili berberska zenatska  dinastija, ki je vladala v Tlemcenskem emiratu v sedanji severozahodni Alžiriji s središčem v Tlemcenu. Kraljestvo se je raztezalo od Tlemcena do reke Šelif in Alžira. Na svojem višku je segalo do reke Muluja na zahodu, Sidžilmase na jugu in reke Sumam na vzhodu. Njihova vladavina je trajala od leta 1235 do 1556.

## Zgodovina
Po propadu Almohadske dinastije  okoli leta 1236 se je Tlemcenski emirat osamosvojil pod vladavino Jagmurasana Ibn Zajana, ustanovitelja Zajanidske dinastije. Ibn Zajanu je uspelo ohraniti nadzor nad rivalskimi berberskimi skupinami. Ko so ga začeli ogrožati Marinidi iz sosednjega Maroka, je sklenil zavezništvo z granadskim sultanom in kastiljskim kraljem Alfonzom X..
Po Ibn Zajanovi smrti je marinidski sultan Abu Jakub Jusuf osem let oblegal Tlemcen, dokler ga ni leta 1348 osvojil Abu Al Hasan Ali. Po kratkem obdobju samostojnosti ga je leta 1352 ponovno osvojil Marinid Abu Inan Faris.  Marinidi so ga kasneje še večkrat okupirali, zlasti leta 1360 in 1370.  Obakrat so spoznali, da se zaradi lokalnih uporov ne morejo obdržati na oblasti. Dogodki so kljub temu označili začetek konca Zajanidske dinastije.
V 15. stoletju se je emirat poskušal razširiti proti vzhodu. Poskusi so se izkazali za katastrofalne in tako oslabili državo, da je bila v naslednjih dveh stoletjih občasno vazal hafsidske Ifrikije, marinidskega Maroka ali Aragonske krone. Ko so Španci leta 1509  zasedli zajnidsko mesto Oran, jih je stalni pritisk Berberov prisilil, da so leta 1543 napadli Tlemcen. Napad so papeži razglasili za križarsko vojno. Španski poskus, da bi mesto osvojili že v prvem napadu, je spodletel. Zajanidi so se zaradi strateške ranljivosti Tlemcena kljub temu umaknili v varnejši in močno utrjeni Alžir. Leta 1554 je Tlemcenski emirat postal protektorat Osmanskega cesarstva, ki je kasneje odstavilo Zajanide in emirat priključilo k Alžirskemu regentstvu.
Propad nekoč močnega kraljestva je imel več vzrokov: geografsko in kulturno neenotnost, stalna notranje spopade in nestalne meje. Najpomembnejši vzrok je bila odvisnost njegove vojske od arabskih nomadov.

## Seznam vladarjev
- Jagmurasan Ibn Zajan (1236–1283) ali Abu Jahja I. Bin Zajan (1236–1283)
- Abu Said Utman I. (1283–1303), predhodnikov sin, ali Otman Ibn Jagmurasan (1283–1304)
- Abu Zajan I. (1303–1308), predhodnikov sin
- Abu Hamu I. (1308–1318), predhodnikov brat
- Abu Tashufin I. (1318–1337), predhodnikov sin

Prva marinidska okupacija (1337–1348): marinidski vladar Abu Al Hasan Ali 
- Abu Said Utman II. (1348–1352), sin Abu Tashufina I.
- Abu Tabid I., sovladar (1348–1352), brat Abu Saida Utmana II.

Druga marinidska okupacija  (1352–1359): marinidski vlada Abu Inan
- Abu Hamu II. Musa (1359–1360, 1360–1370, 1372–1383, 1384–1387, 1387–1389), brat Abu Saida Utmana II.
- Abu Zajan Mohamed II. Ibn Utman (1360, 1370–1372, 1383–1384 in 1387)
- Abu Tashufin II. (1389–1393), sin Abu Hamuja I.
- Abu Tabid II. (1393), sin Abu Tashufina I.
- Abul Hadždžadž I. (1393–1394), predhodnikov brat
- Abu Zajan II. (1394–1399), predhodnikov brat
- Abu Muh I. (1399–1401), predhodnikov brat
- Abu Abdalah I. (1401–1411), predhodnikov brat
- Abd Er Rahman I. Bin Abu Muh (1411), sin Abu Muha I.
- Said I. bin Abu Tashufin (1411), brat Abu Muha I.
- Abu Malek I. (1411–1423), brat Saida I.
- Abu Abdalah II. (1423–1427), sin Abd Er Rahmana I.

Državljanska vojna 1427–1429
- Abu Abdalah II. (drugič, 1429–1430)
- Abu Abas Ahmad I. (1430–1461), sin Abu Thabita II.
- Abu Abdalah III. (1461–1468), predhodnikov sin
- Abu Tashufin III. (1468), predhodnikov sin
- Abu Abdalah IV. (1468–1504), predhodnikov brat
- Abu Abdalah V. (1504–1517), predhodnikov sin
- Abu Hamu III. (1517–1527), sin Abu Abasa Ahmada
- Abu Muh II. (1527–1540), predhodnikov brat
- Abu Abdalah VI. (1540), predhodnikov sin
- Abu Zajan III. (1540–1543), predhodnikov brat

Sadijska okupacija (1543–1544)
- Abu Zajan III. (drugič, 1544–1550)
- Al Hasan Ben Abu Muh (1550–1556), predhodnikov brat